# Конвой Рабаул — Палау (01.04.43 — 11.04.43)
Конвой Рабаул — Палау (01.04.43 — 11.04.43) — японський конвой часів Другої світової війни, проведення якого відбувалось у квітні 1943 року.
Конвой сформували в Рабаулі — головній базі японців у архіпелазі Бісмарка, з якої вони провадили операції на Соломонових островах та сході Нової Гвінеї, а кінцевим пунктом маршруту став важливий транспортний хаб Палау в західній частині Каролінських островів. До складу загону увійшли транспорти «Кйодо-Мару» (Kyodo Maru), «Хорай-Мару», «Індус-Мару», «Секко-Мару» та «Тойо-Мару». Ескорт забезпечували мисливці за підводними човнами CH-37, CH-38 та CH-39.
1 квітня 1943 року судна вийшли з Рабаула та попрямували на південний захід. 4 квітня мисливці CH-37 та CH-39 відділились та повернули назад до Рабаула, тоді як конвой продовжив шлях під захистом лише одного ескортного корабля. У підсумку конвой так і не зустрів ворожих підводних човнів і 11 квітня прибув до Палау. Утім, під час переходу 8 квітня «Тойо-Мару» загинуло з незрозумілих причин.